# Cosa fimbriata
Cosa fimbriata is een tweekleppigensoort uit de familie van de Philobryidae. De wetenschappelijke naam van de soort is voor het eerst geldig gepubliceerd in 1898 door Tate.